# 高橋吉隆
高橋 吉隆（たかはし よしたか、1908年4月11日 - 1993年4月20日）は、日本の経営者。アサヒビール社長、会長を務めた。高橋龍太郎の長男。

## 経歴・人物
愛媛県喜多郡内子町出身。1930年に東京帝国大学法学部法律学科を卒業し、同年に住友銀行に入行。京都支店長、取締役、常務、専務などを歴任し、1967年3月に副頭取に就任した。1971年2月に朝日麦酒社長に就任し、1976年2月から1980年3月までに会長を務めた。金蘭会学園理事長も務めた。
1978年11月に勲三等旭日中綬章を受章した。
1993年4月20日急性呼吸不全のために死去。85歳没。